# Titov životopis, 1920. – 1928.
U razgovoru sa svojim životopiscem, Josip Broz je o tom trenutku svog života rekao: »Moj rani život u domovini te moja putovanja i rad u Evropi su me učinili socijalistom, ali još sam mnogo toga morao naučiti.« (Dedijer 1, str. 539)
Nakon šest godina izbivanja, Josip Broz vratio se u svoj zavičaj koji je postao dio nove države, Kraljevine Srba, Hrvata i Slovenaca, na čelu s kraljem Aleksandrom Karađorđevićem. Režim je despotski, osobito prema Makedoncima (koji su podvrgnuti sustavnom teroru) i Hrvatima, i duboko korumpiran. U zemlji su i dalje trajali žestoki politički i društveni sukobi. U proljeće i ljeto 1920. održani su općinski izbori, na kojima je u Beogradu i Zagrebu i u mnogim drugim gradovima u Srbiji i Hrvatskoj pobijedila Socijalistička radnička partija Jugoslavije (komunista) (kasnije promijenila ime u Komunistička partija Jugoslavije (KPJ). Optužbama za veleizdaju i policijskim nasiljem, u mnogim su gradovima komunistički vjećnici spriječeni u preuzimanju vlasti.

## Povratak u Kumrovec
Broz je u Kumrovcu zatekao praznu kuću. Doznao je da mu je majka umrla u velikoj epidemiji gripe "španjolke" 1918., a otac se preselio u jedno selo blizu Jastrebarskog. Otišao je tamo i našao oca i jednog od braće.
Njegova supruga Pelagija (Pelka) rodila je svega nekoliko sati nakon toga sina, koji je umro nakon dva dana i nije niti dobio ime. Već 24. prosinca 1921. rodila je kćerku Zlaticu, koja je umrla lipnja 1923. od difterije, a 17. studenoga 1922. dječaka Hinka koji je umro od dizenterije sedam dana po rođenju. Četvrto dijete bio je sin Žarko Leon, rođen 4. veljače 1924.
Josip Broza je majčina smrt teško pogodila. Ubrzo se razišao s ocem, koji je u starosti vjerojatno sve više tonuo u depresiju i alkoholizam. Nisu održavali vezu i kasnije nije mogao sigurno reći kada je umro. Koliko se može zaključiti iz raznih svjedočenja, bio je izrazito odan članovima obitelji s kojima je bio u dobrim odnosima, ali bi zauvijek raskidao vezu s onima s kojima se jednom razišao.

## Komunisti prelaze u ilegalu
Josip Broz zaposlio se u Zagrebu, u mehaničarskoj radionici Filipa Bauma u Petrinjskoj 3. Odmah se upisao u KPJ. Sudjeluje u kampanji za izbore za Ustavotvornu skupštinu, održanim u studenom 1920. Povodom proslave godišnjice Oktobarske revolucije održao je predavanje u sindikatima, završivši ga poklikom: »Samo oružanom borbom može radnička klasa osvojiti vlast!«
Komunisti su osvojili 59 mandata i postali treća stranka po snazi u Kraljevini SHS. Kraljev režim to nije htio tolerirati; u noći između 30. i 31. prosinca 1920. proglašena je tzv. Obznana, kojom je KPJ stavljena van zakona, konfiscirana njena imovina i zatvoreni svi partijski i sindikalni domovi. Uprava nad svim sindikatima, koju su držali komunisti, predana je u ruke socijaldemokrata. Tim činom je završeno kratko Brozovo iskustvo u legalnom političkom radu.
U Zagrebu je već 31. prosinca 1920. organiziran opći štrajk, u čemu je i Broz sudjelovao. Većina komunista bila je međutim jača na riječima, nego u stvarnosti, i njihov je otpor relativno brzo slomljen. Ožujka 1923., policijskim terorom i pravnim trikovima vlasti su relativno lako onemogućile kandidaturu gotovo svih komunističkih kandidata, koji su se pokušali kandidirati pod imenom legalne Nezavisne radničke partije. Bjelovarski list Nezavisnost, glasilo Hrvatske stranke prava tada je zadovoljno napisao »Komunisti su bili i prošli. (…) Bivša stranka nije imala životne snage«, pokazalo se da je ona »bila slučajni produkt momentanog uvjerenja i osjećaja neorijentiranih nezadovoljnika.«  (cit. u Dedijer 1, str. 107) Nezavisna radnička partija također je zabranjena primjenom Zakona o zaštiti države početkom 1924.
Manje skupine komunista okrenule su se individualnom teroru, pa je u atentatu ubijen i ministar unutarnjih poslova Milorad Drašković, tvorac Obznane, što je dovelo do proglašenja Zakona o zaštiti države 4. kolovoza 1921. Atentator, komunist Alija Alijagić, osuđen je na smrt i pogubljen. Mandati svih komunističkih poslanika bili su poništeni. Tako je komunistima ostao izbor da se povuku, da se pridruže legalnim strankama, ili da djeluju u ilegali; Broz je bio među onima koji su izabrali ovo posljednje.

## U Velikom Trojstvu
Početkom 1921. Broz se naseljava u Velikom Trojstvu pored Bjelovara, gdje se zaposlio kao strojar u parnom mlinu Samuela Polaka. Ističe se kao svestrani majstor, popravljajući seljacima vršilice, trijere, šivaće strojeve, lovačke puške. Priča svoje uspomene iz Rusije i o tome kako je Lenjin seljacima podijelio zemlju. Povezuje se s nekolicinom političkih istomišljenika.
Olga Karaula, koja je u to doba bila mlada djevojka, upoznala je Broza u Velikom Trojstvu i kasnije, kada su on i Pelka otputovali, brinula o grobu njihovo dvoje djece, kojima je Broz, kada je stekao nešto novca, postavio uočljiv spomenik. Svoja sjećanja na Tita opisala je u jednom pismu nakon njegove smrti, koje Dedijer donosi u 2. tomu Novih priloga…. Uvijek su ga zvali "gospodin Broz", onako "mit Respekt". »Čitao je i čitao, na čas bi ostavljao knjigu, i zagledao se svojim lijepim, kao potočnice plavim očima, nekud preko krovova, tada bi nas dobrohotno pogledao oko sebe, malo nasmijao, pogledao ili poslušao motor, i opet sjeo na klupu.« (Dedijer 2, str. 336)
Nešto prije toga, rujna 1920., došlo je do seljačke bune "protiv kralja" i "protiv gospode", koja je zahvatila Moslavinu, Posavinu i Zagorje,  izazvane žigosanjem stoke rekviriranjem konjskih zaprega za vojnu vježbu. Na čelu pobune bili su uglavnom lokalni vođe Radićeve Hrvatske republikanske seljačke stranke. Vojska je ugušila pobunu, a 1921. godine još je bilo skupina naoružanih seljaka po šumama. 
Za vrijeme boravka u Velikom Trojstvu jednom mu je prilikom, dok je brusio lagere, frcnula u oko željezna piljevina. Operirali su ga u Zagrebu i nakon toga je godinama nosio naočale, dok se oko nije oporavilo.

## Okretanje od seljaka radnicima
Tijekom 1922. i 1923. obnavljaju se, u ilegali, organizacije KPJ u gradovima i selima. Ožujka 1923. Broz i skupina drugova iz Velikog Trojstva uspostavljaju kontakt s komunističkom organizacijom Bjelovaru. Početkom 1924. izabran je za člana Okružnog komiteta u Križevcima. Okružni komitet tijekom 1924. sakuplja oružje za oružane sukobe sa žandarmerijom i vojskom; u tome usko surađuje s lokalnim organizacijama HRSS. Broz je razočaran "oportunističkim" stavom vodstva KPJ koje odbija orijentaciju na pripremu oružanog ustanka.
Prvi put bio uhićen zbog govora na pogrebu jednog komunista koji je umro od tuberkuloze. Proveo je osam dana u pritvoru, ali optužnica nije bila podignuta jer govor je bio uopćen (povod uhićenju bila je crvena zastava, koja je zasmetala župniku).
Predsjednik HRSS-a Stjepan Radić sredinom 1924. posjetio je Moskvu i učlanio HRSS u Seljačku internacionalu. Krajem 1924. Zakon o zaštiti države primijenjen je i na HRSS, a Radić je uhićen. On tada pravi drastičan zaokret u politici stranke: pristaje na odricanje od republikanizma (stranka mijenja ime u Hrvatska seljačka stranka, HSS), priznaje monarhiju i Vidovdanski ustav. Sredinom 1925. Radić ulazi u vladu, kojoj je na čelu Nikola Pašić. Velika većina lokalnih vođa prihvaća Radićevu liniju i odbacuje ideju o oružanoj pobuni i suradnju s komunistima.
Broz je razočaran promjenom u stavu seljaka, koji se pasiviziraju. Razmišlja o odlasku u neki industrijski centar, gdje bi mogao uspješnije raditi među radnicima. Konačno na to biva prisiljen: sredinom 1925. umire Samuel Polak, vlasnik mlina u kojem je Broz radio, koji je tolerirao njegov politički rad; novi vlasnik daje mu otkaz. Uskoro se Broz zapošljava u brodogradilištu u Kraljevici.

## Stanje u brodogradilištu Kraljevica
U Kraljevici Josip Broz prvi put pokazuje svoju umješnost u radu među radnicima. Trenutak je bio povoljan, s obzirom na raspoloženje radnika koji su u to doba dobili i potvrdu od strane vlasti da su njihove žalbe opravdane. Do njegovog dolaska u brodogradilištu, koje je tada nosilo naziv Jugoslavenska brodogradilišta d.d. i bilo u sastavu koncerna Banke za pomorstvo, nije postojao sindikat niti patijska ćelija. Borbeniji radnici brzo su dobivali otkaz, bivali uhićivani i protjerani, a sindikalne podružnice su se raspadale jer radnici nisu mogli plaćati članarinu. 
Isplata radničkih plaća je stalno kasnila, često i po deset tjedana. U brodogradilištu se radilo na održavanju i popravkama ratnih brodova, pa je uprava tvrdila da Ministarstvo vojske i mornarice ne plaća redovno obavljene radove. Kako dokazuju dokumenti nađeni poslije drugog svjetskog rata u arhivama tog ministarstva i Ministarstva socijalne politike, istraga, potaknuta radničkim žalbama u ljeto 1925., pokazala je da ta izlika nije bila točna. Ne samo to, nego je uprava prikazujući pretjerane troškove osiguravala vlasnicima znatan ekstra-profit. Inspekcija rada u Zagrebu je u kolovozu 1925. naredila upravi da radnicima isplati zaostale nadnice. Uprava je to odbila i poslala žalbu Ministarstvu trgovine i industrije u Beogradu, s molbom »da se ovakav postupak Inspekcije u buduće ne ponovi, jer se radnici radi ovakve malenkosti pozivaju na takve odluke i onemogućuju našim organima održavanje reda i discipline.« (Dedijer 1, str. 115-119)
Josip Broz zaposlio se u brodogradilištu ubrzo nakon tih događaja, 21. rujna 1925. Jedan od poslova na kojima je redio bila je ugradnja hidroavionskog motora u veliki motorni čamac tadašnjeg ministra financija i "tajkuna" Milana Stojadinovića, koji je nakon Prvog svjetskog rata, zahvaljujući prijateljstvu sa šefom Radikalne partije Nikolom Pašićem, umješnim špekulacijama od pukog siromaška postao jedan od najbogatijih ljudi u državi.

## Sindikalni uspjesi i štrajk
U roku od nekoliko tjedana, Broz uspijeva organizirati osnivanje sindikalne podružnice i izbore za radničke povjerenike, te biva izabran za jednog od dvojice povjerenika. Broz pri tome vodi borbu ne samo protiv poslodavaca, nego i protiv političkih protivnika frankovaca i radićevaca, koji također nastoje ostvariti utjecaj na radnike i privući ih u sindikate koje oni konroliraju. Većina radnika upisala se u Nezavisne radničke sindikate, koji su bili pod kontrolom komunista. Sljedećih godinu dana Broz radi u sindikatu na raznim poslovima: zastupa radničke zahtjeve prema upravi, organizira prikupljanje dobrovoljnih priloga za bolesnike, nabavlja tambure za umjetničku sekciju Radničkog sportskog društva Sloga, te potajice obavlja i komunističku agitaciju. S petoricom radnika (nisu svi radili u brodogradilištu) osniva partijsku ćeliju, koja do tada u Kraljevici nije postojala.  
Soba u kojoj je živio s obitelji (supruga i sin Žarko) postaje radnička biblioteka, jer je Broz sa sobom donio 50-ak svojih knjiga, među kojima su npr. Žena i socijalizam od Bebela i romani Gvozdena peta Jacka Londona i Mati Maksima Gorkog, koje posuđuje radnicima. Osim toga bio je pretplaćen na novine Borba i Organizirani radnik i časopis Književna republika kojeg je uređivao Miroslav Krleža.
U ljeto 1926. Broz je na čelu štrajka, koji je u brodogradilištu organiziran zbog opetovanog kašnjenja isplate nadnica. Nakon devet dana štrajka, uprava (na koju pritisak vrši i Inspekcija rada iz Beograda) bila je prisiljena popustiti. Plaće su isplaćene, no Broz već 2. listopada dobiva otkaz. Policija je nastavila istragu u brodogradilištu, uvjerena da su samo komunisti mogli organizirati tako uspješnu akciju. Tek godinu dana kasnije uspjeli su "provaliti" komunističku ćeliju, što će i Broza dovesti u zatvor.

## Agitator u Srbiji
Nakon otpuštanja, Josip Broz kraće vrijeme boravi u Zagrebu. Njegov uspješan rad u Kraljevici donio mu je ugled među partijskim i sindikalnim čelnicima u Zagrebu i u Beogradu. Partija se u to doba još prilagođavala uvjetima ilegalnog djelovanja, a istovremeno je pocijepana frakcijskim borbama između "lijeve" i "desne" struje. Bio je već i poznat Brozov stav protiv obje frakcije, za jačanje partijskog jedinstva i rada u masama; tako se on prvi puta upliće u političku borbu unutar stranke.
Krajem listopada 1926. odlazi u Beograd, gdje mu, kako tvrdi Dedijerova životopis, pripadnici desne frakcije koji drže Savez metalaca onemogućavaju vezu s partijskim članstvom. Zapošljava se u tvornici vagona Jasenica u Smederevskoj Palanci, 80 kilometara južno od Beograda. Iako nema partijsku vezu, sam agitira među radnicima. U zagrebačkom listu Organizovani radnik od 17. ožujka 1927. opisuje kako uprava stalno daje oglase u beogradskim listovima da traži radnike, da bi zainteresirani stalno dolazili i time vršili pritisak na zaposlene i sprječavali štrajkove. Radilo se do 16 sati dnevno, a zbog propuha i hladnoće te je zime polovica radnika oboljela od upale pluća. Usprkos zastrašivanjima od strane uprave, održani su izbori za radničke povjerenike. Broz je izabran za povjerenika, ali već u ožujku 1927. dobiva otkaz.

## Početak partijske karijere
Ubrzo nakon toga vratio se u Zagreb. Krajem travnja zapošljava se u velikoj bravarskoj radionici Dragutina Hamela. Ubrzo, nakon sukoba s poslovođom, sam daje otkaz. Zatim, odlukom Mjesnog komiteta KPJ, postaje tajnik Oblasnog odbora Saveza metalaca za Hrvatsku. »Taj je događaj bio odlučna točka u mojem životu jer sam njime postao redovnim rukovodilačkim članom radničkog pokreta.« (Dedijer 1, str. 542)
Uskoro, u lipnju 1927. biva uhićen. Policija je "provalila" partijsku ćeliju u Kraljevici i jedan od članova odao je i ime Josipa Broza. Sudilo im se u Ogulinu, gdje je predsjednik Okružnog suda u Ogulinu bio Stjepan Bakarić, otac kasnije istaknutog komunista Vladimira Bakarića, koji je prema njemu bio ljubazan, pa ga je čak jednom pozvao svojoj kući. Broz je, po Zakon o zaštiti države, zbog komunističke agitacije osuđen na sedam mjeseci zatvora, što je kasnije Kasacioni sud u Zagrebu smanjio na pet. Odsjedio je mjesec i pol u Ogulinu, zatim pušten na slobodu dok se čekala odluka Kasacionog suda.
Broz se vraća u Zagreb i preuzima svoju sindikalnu dužnost, te uz to i dužnost tajnika Saveza kožarskih i prerađivačkih radnika. U unutarpartijskim borbama, istupa protiv obje frakcije, zahtijevajući intenziviji rad među radnicima, na jačanju partijskog tiska, stvaranju novih partijskih kadrova, formiranju ćelija. Nalazi sve više pristaša, prvenstveno među radnicima, koje iritiraju partijski vođe-intelektualci okupirani međusobnim borbama.

## Pobjeda na partijskoj konferenciji 1928.
Važan korak naprijed u Brozovoj karijeri bila je konferencija Mjesnog komiteta KPJ Zagreba 25. veljače 1928. Ovaj je konferecnija u poslijeratnim verzijama povijesti KPJ, zbog Titove uloge i njegovog istupa protiv frakcija, bilo pridavano epohalno značenje. Stvarni utjecaj je međutim bio minoran, jer pola godine nakon toga Broz je uhićen i otišao na robiju, a slično se dogodilo i s mnogim drugim sudionicima. 
Delegati, izabrani prijašnjih tjedana na tajnim sastancima stranačkih ćelija i okružnih komiteta. Sastanak je održan noću u jednog gostionici na Pantovčaku, da bi se održala tajnost, jer se tako mogla okupiti veća grupa ljudi. Broz je bio jedan od 32 delegata. Predsjedavao je Andrija Hebrang. Bio je tu i drug Milković, kojeg je Kominterna poslala da zagrebačke komuniste pokuša urazumiti i uvjerti, ili prisiliti, da se odreknu Sime Markovića i jugoslavenskog unitarizma i da podrže hrvatski, slovenski i makedonski separatizam. 
Nakon što su Marković i njegovo desno krilo osudili krajnju ljevicu i nacional-šovinizam, a Hrvati i ljevičari proglasili Markovića i desničare velikosrpskim slugama francuskog imperijalizma, Josip Broz se obratio delegatima. Rekao je da se većini članova partije gadi i desno i lijevo frakcionaštvo. Predložio je da Izvršni kiomitet Kominterne preuzme rukovođenje KPJ i očisti je od frakcionaštva. Čovjek iz Moskve rekao je da se slaže s drugom Brozom. Predložio je raspuštanje Mjesnog komiteta. Konferencija je prijedlog prihvatila i izabran je novi Mjesni komitet na čelu s Brozom kao generalnim sekretarom. Ubrzo, na Četvrom kongrsu Kominterne u Moskvi, Simo Marković je isključen iz Partije, koja će otada raditi na uništenju Kraljevine SHS kao "umjetne versajske tvorevine". Ta će se politika ponovo promijeniti tek 1935, kada će bitih prihvaćena politika očuvanja Jugoslavije, ali uz njeno preuređenje u federaciju.
S novostečenim autoritetom unutar Partije, nastavlja raditi kako na jačanju partije, tako i u sindikatima. Sindikalni je pokret bio podijeljen na Nezavisne sindikate koje kontroliraju komunisti, socijaldemokratske Ujedinjene radničke sindikate (URS) i HSS-ovi Hrvatski radnički savez (HRS). Komunisti nastoje svoju radikalnu liniju nametnuti drugim sindikatima. Zbog izgreda na proslavi 1. svibnja 1928., biva osuđen na dva tjedna zatvora.